# 比企朝宗
比企 朝宗（ひき ともむね）は、平安時代末期から鎌倉時代初期の武士。鎌倉幕府の御家人。比企掃部允と比企尼の子、または弟。

## 生涯
寿永3年（1184年）信越地方を勢力基盤とした源義仲の滅亡後、北陸道勧農使に任じられる。勧農使は後の鎌倉幕府における守護全国設置の前身とも見なされるが、警察権に留まる守護とは異なり国務干渉の権限も有する前段階的なものであった。勧農使は建久2年（1191年）以前には廃止されているが、それとは別に朝宗は越前国・加賀国・越中国などに所領を与えられていた。元暦元年（1184年）7月、頼朝に誅殺された信濃源氏井上光盛の家人の取り扱いを担当しているが、これが『吾妻鏡』における初見記事となる。同年8月には源範頼の平氏追討軍に北条義時や義弟の能員らとともに加わる。
文治2年（1186年）頼朝から後白河法皇へ熊野詣の用途を献上する名目で上洛。在京中には源義経郎党の堀景光を捕縛し、景光から得た情報によって義経探索のために奈良へ下向。その後も駐在して監視を続けたため、興福寺から抗議を受けている。また梶原景時らとともに若宮八幡宮社の造営にも携わっている。文治5年（1189年）奥州合戦に随行し、戦後陸奥国磐井郡に派遣され、中原親能とともに当地の仏閣の調査報告を担当。建久3年（1192年）頼朝の仲介により娘の姫の前が北条義時に嫁ぐ。建久5年（1194年）越前吉田郡志比庄の領家から9年前に狼藉があったとの訴えを起こされているが、これが『吾妻鏡』における最終所見となる。